# James Winning McMillan
James Winning McMillan (28 avril 1825 – 9 mars 1903) est un soldat américain qui a combattu pendant la guerre américano-mexicaine et servi comme général de l'armée de l'Union au cours de la guerre de Sécession.

## Avant la guerre
McMillan naît en 1825, dans le comté de Clark, dans le Kentucky, et se déplace est un peu tout au long de sa jeunesse. McMillan part dans l'Illinois, en 1846, et se porte volontaire pour le service pendant la guerre américano-mexicaine. Le 20 juin, il est sergent dans le 4th Illinois Infantry, et est libéré le 13 octobre. Par la suite, en 1848, McMillan s'engage en tant que soldat, dans le troisième bataillon d'infanterie de Louisiane le 29 avril, et il est libéré le 13 juillet. une fois les hostilités terminées, McMillan part dans l'Indiana, où il s'engage dans diverses entreprises dans l'état.

## Guerre de Sécession

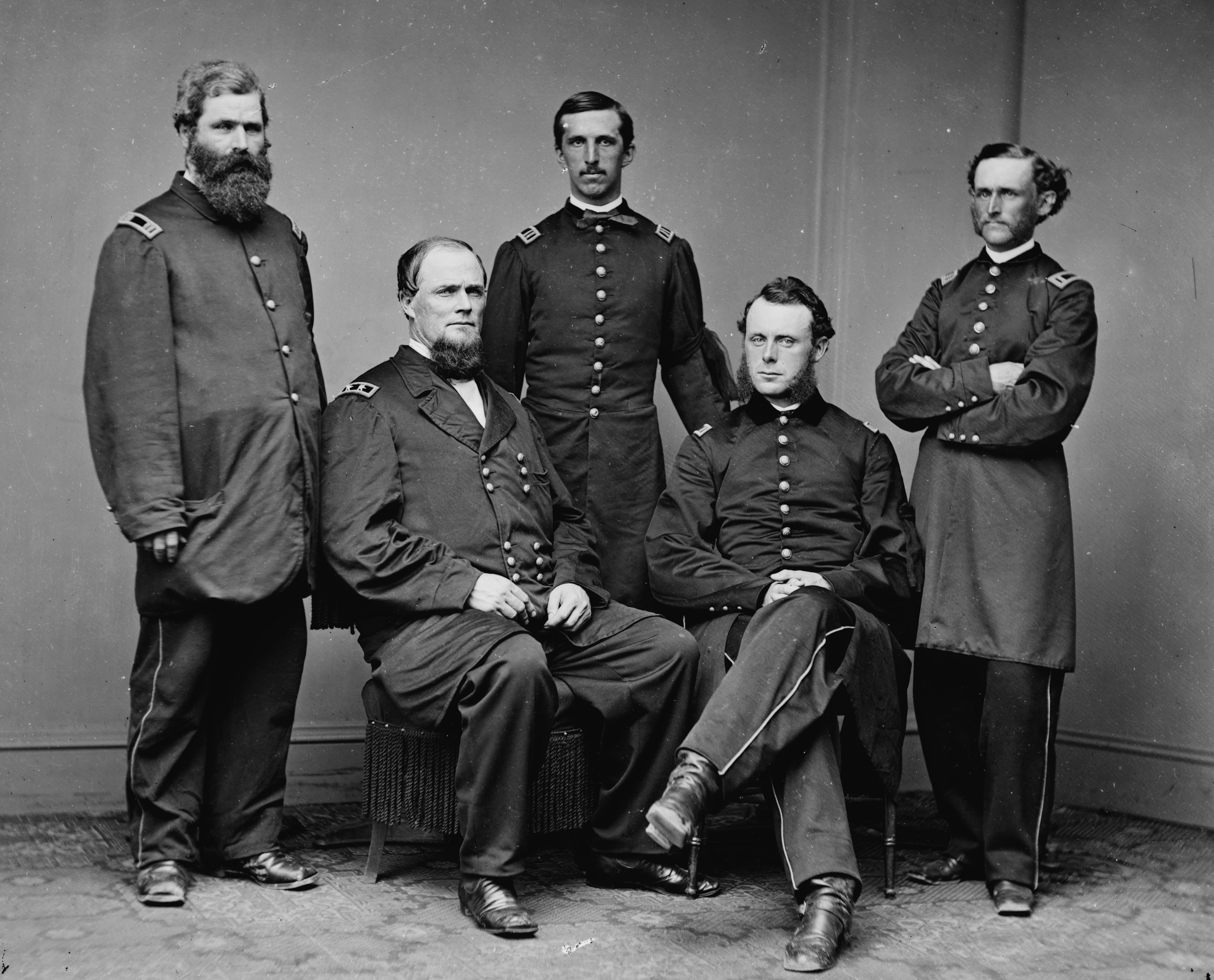
McMillan et son état-major

Lorsque la guerre de Sécession commence en 1861, McMillan choisit de suivre la cause de l'Union. Le 21st Indiana Infantry est levé à Indianapolis, et McMillan est nommé colonel le 24 juillet. Le régiment participe à l'occupation de La Nouvelle-Orléans du major général Benjamin F. Butler au début de 1862. Son régiment aide ensuite à défendre Baton Rouge avec succès le 5 août contre les attaques des forces confédérés commandées par le major général John C. Breckinridge. Dans ce combat, McMillan perd 126 hommes qui sont tués ou blessés et il est lui-même blessé au bras gauche et de la poitrine.
Après l'action de Baton Rouge, le régiment de McMillan est envoyé à Berwick Bay, près de l'extrémité de la rivière Atchafalaya jusqu'en février 1863. À cette époque, le 21th Indiana est converti en 1st Indiana Heavy Artillery. McMillan est promu brigadier général le 29 novembre de l'année précédente et avec ce grade McMillan prend une brigade et parfois commandant une division dans le XIXe corps de mars 1863 à mai 1864. Il participe alors à la campagne de la rivière Rouge au printemps de 1864, combattant notamment lors de la bataille de Mansfield le 8 avril, ainsi qu'à la bataille de Monett's Ferry le 23 avril. Au cours de la bataille de Mansfield dans la paroisse de De Soto, en Louisiane, McMillan et le reste de la première division sont en mesure de fournir une ligne régulière pour rallier la retraite en quasi-panique de l'Union.
Ce mois de juillet, le XIXe corps est envoyé à l'est vers la vallée de la Virginie pour rejoindre l'armée de la Shenandoah du major général Philip Sheridan qui se rassemble. Au cours de cette campagne, McMillan et sa division combattent lors de la bataille de Winchester le 19 septembre, où il est blessé par un éclat d'obus à la tête. Le 19 octobre, McMillan combat avec distinction lors de la bataille de Cedar Creek, où il organise de nouveau ses hommes pour rallier les soldats de l'Union en fuite, fournissant un endroit pour se regrouper en vue de la déroute à venir des forces confédérées du lieutenant général Jubal A. Early.
Après la campagne dans la vallée, McMillan reçoit l'ordre de mener une division « provisoire » ou temporaire en mars 1865, avec son quartier général à Grafton, en Virginie-Occidentale, jusqu'à la fin de la guerre en avril. McMillan est breveté major-général le 5 mars pour son service de guerre, et démissionne de l'armée de l'Union, le 15 mai.

## Après la guerre
Après sa démission, McMillan déménage au Kansas. En 1875, il s'installe à Washington, DC, pour commencer à servir en tant que membre de la commission de révision du bureau des pensions, un poste qu'il occupe jusqu'en 1903. James McMillan y meurt le 9 mars 1903 à Washington, et est enterré avec tous les honneurs militaires dans le cimetière national d'Arlington en Virginie.